# Tadeusz Baird

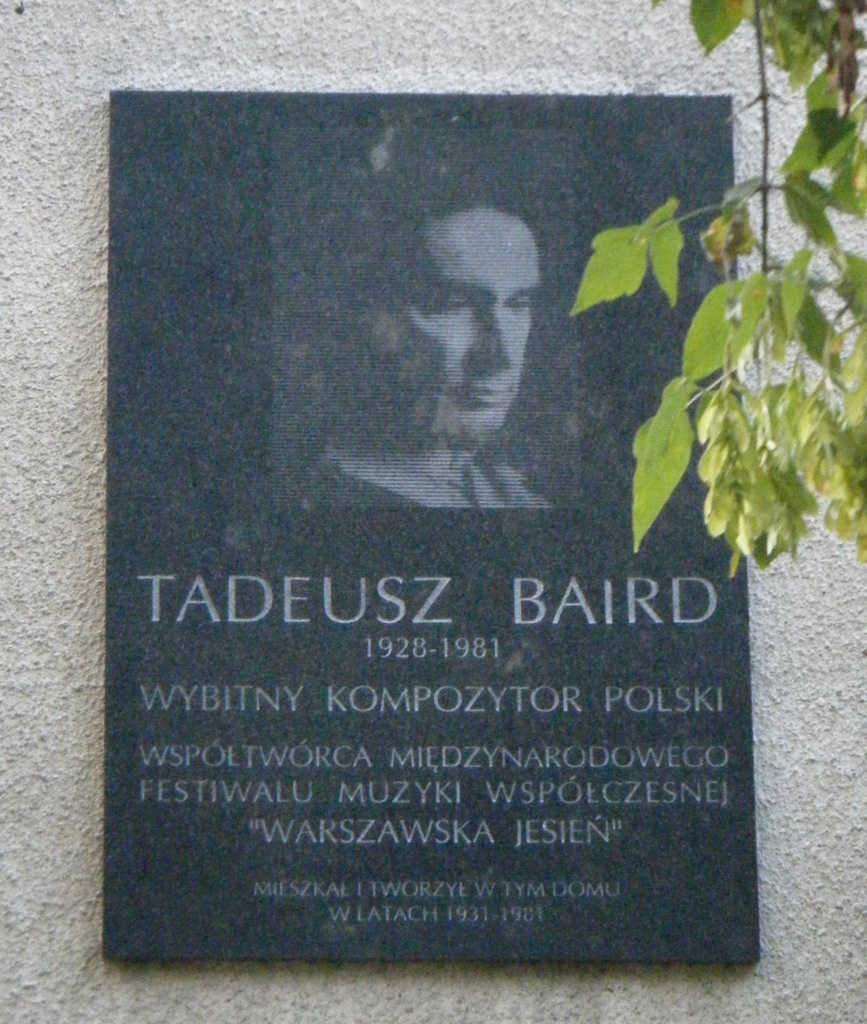
Płyta pamiątkowa na domu Tadeusza Bairda przy ul. Lipskiej w Warszawie

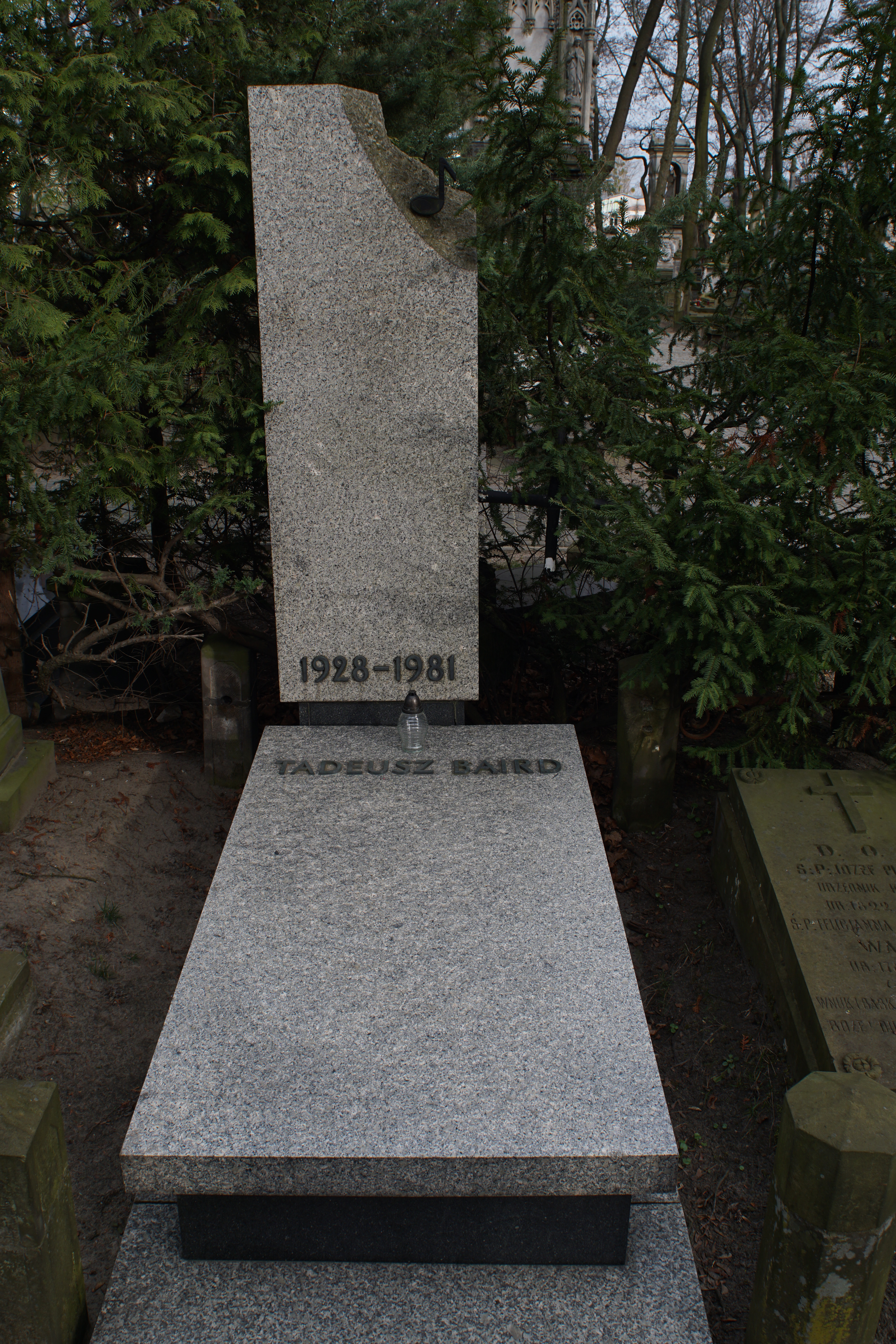
Grób Tadeusza Bairda na cmentarzu Powązkowskim

Tadeusz Aleksander Baird (ur. 26 lipca 1928 w Grodzisku Mazowieckim, zm. 2 września 1981 w Warszawie) – polski kompozytor muzyki współczesnej oraz pedagog.

## Życiorys
Jego ojcem był Edward Baird. W czasie okupacji niemieckiej uczył się pod kierunkiem Bolesława Woytowicza i Kazimierza Sikorskiego. Po wojnie – w latach 1947–1951 – kontynuował studia u Piotra Rytla i Piotra Perkowskiego w Państwowej Wyższej Szkole Muzycznej w Warszawie. Ponadto studiował grę na fortepianie u Tadeusza Wituskiego i przez trzy lata muzykologię na Uniwersytecie Warszawskim.
Jako kompozytor zadebiutował wkrótce po wojnie. Wraz z Kazimierzem Serockim i Janem Krenzem stworzył tzw. „Grupę 49”, która postawiła sobie za cel komponowanie muzyki przeciwstawiającej się obowiązującej ówcześnie w krajach Bloku Wschodniego estetyce socrealistycznej. W połowie lat 50. XX w. stał się jednym z twórców przełomu w polskiej muzyce. Unowocześnił technikę kompozytorską: m.in. jako jeden z pierwszych stosował dodekafonię. Jako działacz Związku Kompozytorów Polskich był jednym z pomysłodawców i organizatorów festiwalu Międzynarodowego Festiwalu Muzyki Współczesnej „Warszawska Jesień”, który po raz pierwszy odbył się 1956.
Od 1974 wykładał kompozycję w warszawskiej Państwowej Wyższej Szkole Muzycznej (obecnie Uniwersytet Muzyczny Fryderyka Chopina). W 1977 otrzymał tytuł profesora zwyczajnego i objął katedrę kompozycji. Od 1976 był przewodniczącym polskiej sekcji International Society for Contemporary Music (ISMC/SIMC), a od 1979 – członkiem Akademie der Künste w Berlinie. W 1981 został członkiem honorowym Związku Kompozytorów Polskich.
Zmarł nagle 2 września 1981 w Warszawie w wyniku tętniaka mózgu. Został pochowany na stołecznym cmentarzu Powązkowskim (kwatera 1-2-27).

## Kompozytor
Baird – kompozytor współczesny – zachował duży szacunek do tradycji muzycznej, czego przejawem były nawiązania do muzyki minionych epok, spośród których Baird upodobał sobie przede wszystkim romantyzm, barok i renesans. Kompozytor stosował archaizację brzmienia, wykorzystywał dawne zwroty melodyczne, ale „oddziaływał również w sferach mniej uchwytnych – emocji, wrażeń, ekspresji”. Jednocześnie wykorzystywał nowoczesne formy kompozytorskie, umiejętnie łącząc je z elementami tradycji. Muzyka Bairda „jest przeniknięta silnym pierwiastkiem lirycznym, który przejawia się najwyraźniej w rozwiniętej melodyce jego utworów”. Zyskał miano „ostatniego polskiego romantyka” oraz kontynuatora ekspresjonizmu. Sam wielokrotnie podkreślał, że jego utwory są „muzycznymi wyznaniami”, rodzajem „dziennika pisanego nutami” (np. Jutro, Erotyki i Ekspresje).
Obok dzieł koncertowych komponował również muzykę do filmów i przedstawień Teatru Telewizji.
Był jednym z inicjatorów i twórców odbywającego się od 1956 Międzynarodowego Festiwalu Muzyki Współczesnych „Warszawska Jesień”.
Postać Bairda i jego muzyka znalazła oddźwięk w twórczości filmowej. Filmy dokumentalne o kompozytorze nakręcili L. Perski (1971) i E. E Nielsen (1972). W 1973 powstała filmowa wersja opery Jutro (reż. B. Hussakowski), która zdobyła Grand Prix na międzynarodowym festiwalu telewizyjnym w Pradze. W 1978 Krzysztof Zanussi zrealizował dla telewizji w Kolonii film 3 portrety kompozytorów polskich (Lutosławski, Penderecki, Baird). W 1989 w Paryżu płyta Olimpii z utworami Bairda otrzymała Diapason d’Or.
Od 1990 imię Tadeusza Bairda nosi organizowany przez ZKP Konkurs Młodych Kompozytorów im. Tadeusza Bairda. Pierwszą nagrodę – im. Тadeusza Bairda – ufundowała żona kompozytora Alina Sawicka-Baird.
Kompozycje Bairda zajmują poczesne miejsce w repertuarze koncertowym i są przedmiotem badań muzykologów; jego twórczości poświęcone były sympozja i konferencje naukowe w Poznaniu (1982) i Warszawie (1982).

## Wybrane utwory koncertowe
- 1949 Koncert na fortepian i orkiestrę
- 1950 Symfonia nr 1
- 1952 Colas Breugnon (suita w dawnym stylu na orkiestrę smyczkową z fletem)

Symfonia nr 2 (Sinfonia quasi una fantasia)
- 1953 Suita liryczna (4 pieśni na sopran z towarzyszeniem orkiestry symfonicznej do słów Juliana Tuwima)
- 1954 Ballada o żołnierskim kubku (na baryton, głos recytujący, chór mieszany i orkiestrę do słów Stanisława Strumph-Wojtkiewicza)
- 1956 Cztery sonety miłosne do słów Williama Szekspira (na baryton, orkiestrę smyczkową i klawesyn) (wersja I)

Cassazione per orchestra
- 1957 Kwartet smyczkowy
- 1958 Cztery eseje na orkiestrę
- 1958–1959 Ekspresje na skrzypce i orkiestrę
- 1959 Egzorta (do tekstów starohebrajskich na recytatora, chór mieszany i orkiestrę)
- 1961–1962 Wariacje bez tematu na orkiestrę symfoniczną
- 1964 Cztery dialogi na obój i orkiestrę kameralną
- 1966 Jutro – dramat muzyczny w jednym akcie do libretta Jerzego Sity według Tomorrow Josepha Conrada
- 1968 Sinfonia breve
- 1969 Cztery sonety miłosne na baryton, smyczki i klawesyn do słów Williama Szekspira (wersja II)

III symfonia
- 1970 Goethe-Briefe (kantata do fragmentów listów Goethego i Charlotty von Stein na baryton, chór mieszany i orkiestrę)
- 1971 Play na kwartet smyczkowy
- 1972 Psychodrama na orkiestrę
- 1973 Koncert na obój i orkiestrę

Elegeia na orkiestrę
- 1975 Concerto lugubre na altówkę i orkiestrę
- 1977 Sceny na wiolonczelę, harfę i orkiestrę
- 1978 Wariacje w formie ronda na kwartet smyczkowy
- 1980 Canzona na orkiestrę
- 1981 Głosy z oddali – trzy pieśni do słów Jarosława Iwaszkiewicza

## Muzyka filmowa i teatralna
| - 1957 Pętla - 1959 Lotna Kamienne niebo - 1960 Rok pierwszy - 1961 Samson Ogniomistrz Kaleń Ludzie z pociągu Kwiecień - 1962 Zerwany most Spóźnieni przechodnie Między brzegami - 1963 Pasażerka Naganiacz Ich dzień powszedni (wspólnie z Andrzejem Trzaskowskim) - 1964 Nieznany Drewniany różaniec Agnieszka 46 - 1965 Wizyta u królów (film TV) Śmierć w środkowym pokoju (film TV) Miejsce dla jednego Człowiek z kwiatem w ustach (film TV) Dzień ostatni – Dzień pierwszy (cykl filmowy – nowele: Na melinę, Nazajutrz po wojnie, Wózek, Buty, Córeczka, Nad Odrą, Bigos, Instrumentum mortis) | - 1967 Zbrodnia lorda Artura Savile’a (film TV) Przeraźliwe łoże (film TV) Kiedy miłość była zbrodnią - 1969–1970 Gniewko, syn rybaka (serial TV) - 1973 Jutro (film TV) - 1958 Dama kameliowa - 1961 Pan Pickwick w tarapatach - 1962 Polały się łzy - 1963 Miłość don Perlimplina do Belisy w jego ogrodzie - 1964 Wiele hałasu o nic - 1965 Stanisław i Bogumił - 1966 Warszawianka (S. Wyspiańskiego) Warszawianka (J. Andrzejewskiego) Powrót do Lizbony Miarka za miarkę Fizycy - 1968 Yerma Mądremu biada - 1969 Niespodzianka Horsztyński - 1974 Pejzaże prowicjonalne Kroniki królewskie |

## Ordery i odznaczenia
- Order Sztandaru Pracy I klasy (pośmiertnie, 1981)[1]
- Order Sztandaru Pracy II klasy (1974)[3]
- Krzyż Komandorski Orderu Odrodzenia Polski (1964)[4]
- Krzyż Kawalerski Orderu Odrodzenia Polski (15 lipca 1954)[5]
- Złoty Krzyż Zasługi (22 lipca 1952)[6]
- Medal Komisji Edukacji Narodowej (1979)[1]
- Złota odznaka honorowa „Za Zasługi dla Warszawy” (1967)[7]

## Nagrody
- 1951 Nagroda Państwowa III stopnia za I Symfonię[8]
- 1959 I miejsce na Międzynarodowej Trybunie Kompozytorów UNESCO w Paryżu za Cztery eseje na orkiestrę
- 1962 Nagroda Ministra Kultury i Sztuki
- 1963 I miejsce na Międzynarodowej Trybunie Kompozytorów UNESCO w Paryżu za Wariacje bez tematu na orkiestrę symfoniczną
- Nagroda Muzyczna Miasta Kolonii

- 1964 Nagroda Państwowa II stopnia[9]
- 1966 I miejsce na Międzynarodowej Trybunie Kompozytorów UNESCO w Paryżu za Cztery dialogi na obój i orkiestrę kameralną
- Nagroda Związku Kompozytorów Polskich

- 1968 Nagroda im. Siergieja Kusewickiego
- 1970 Nagroda Państwowa
- 1971 Nagroda Fundacji Alfreda Jurzykowskiego w Nowym Jorku

Prix Arthur Honegger
Honorowe obywatelstwo Drezna
- 1975 Nagroda Ministra Kultury i Sztuki I stopnia
- 1975 Nagroda przewodniczącego Komitetu do spraw Radia i Telewizji za twórczość radiową i telewizyjną (1975)[10]
- 1978 Medal im. Jeana Sibeliusa[11]

Nagroda Prezesa Rady Ministrów I stopnia
- 1979 Dyplom honorowy Związku Kompozytorów ZSRR[12]

## Upamiętnienie
Jego imię noszą:
- Filharmonia Zielonogórska

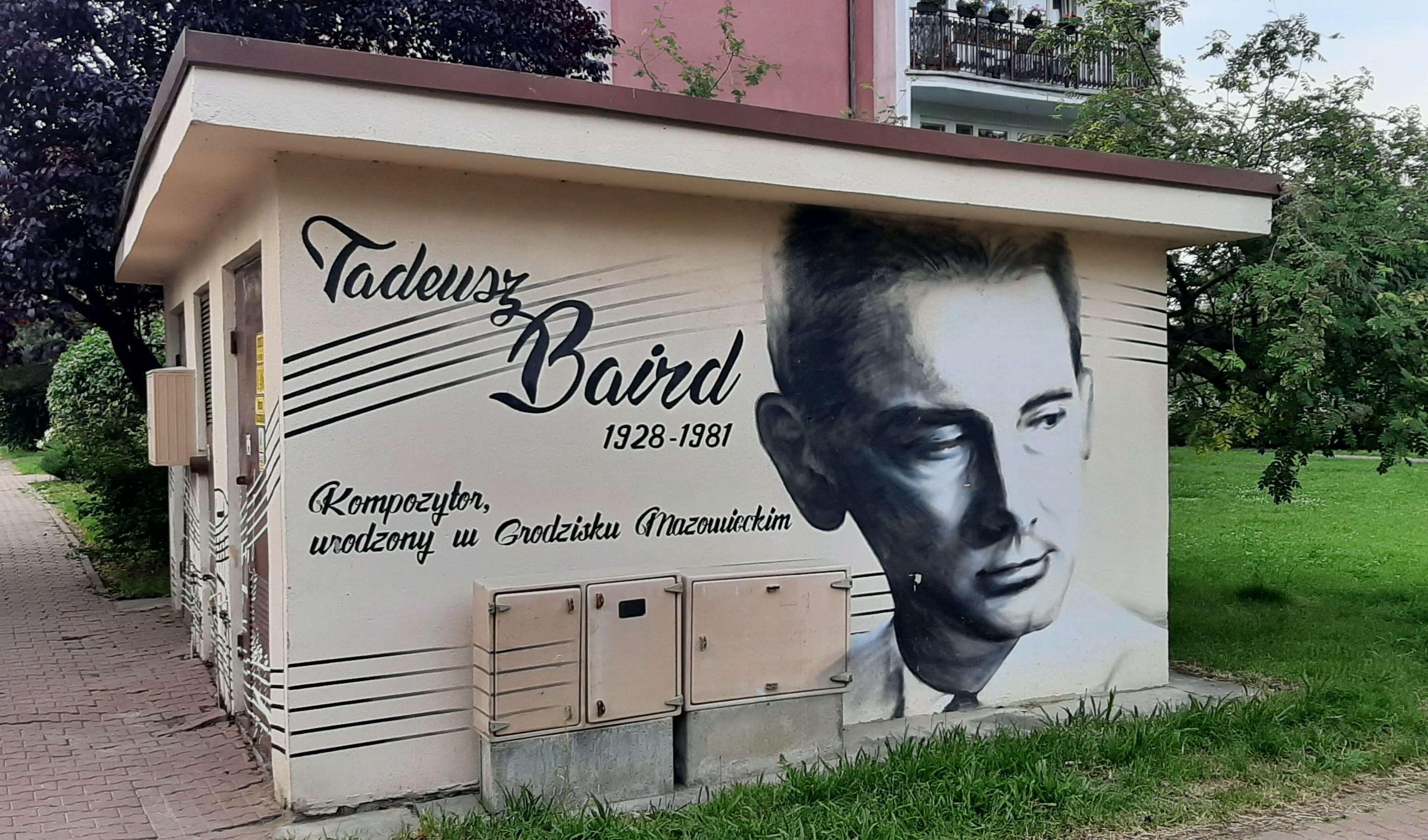
Mural Tadeusza Bairda w Grodzisku Mazowieckim

- Państwowa Szkoła Muzyczna I st. w Grodzisku Mazowieckim
- Państwowa Szkoła Muzyczna I st. w Iławie
- Ulica i osiedle w Grodzisku Mazowieckim[13]
- Konkurs Młodych Kompozytorów im. Tadeusza Bairda